# La Procesión al Calvario (Bruegel)
La Procesión al Calvario es un óleo sobre panel del artista renacentista holandés Pieter Bruegel el Viejo de Cristo llevando la Cruz en un gran paisaje, pintado en 1564. Está en el Museo de Historia del Arte de Viena. 

## Historia y descripción
Este cuadro es el segundo más grande conocido de Bruegel. Es una de las dieciséis pinturas suyas que figuran en el inventario del rico coleccionista de Amberes, Niclaes Jonghelinck, elaborado en 1566. Fue Jonghelinck quien encargó La serie de los meses a Bruegel y también pudo haberle encargado este trabajo. Los Bruegels de Jonghelinck pasaron a posesión de la ciudad de Amberes en el año en que se realizó el inventario. En 1604 fue registrado en las colecciones de Praga de Rodolfo II, Emperador del Sacro Imperio Romano, luego transferido a Viena, y en 1809 (hasta 1815) en París, requisado por Napoleón Bonaparte como parte de su botín de guerra. 
Para Bruegel, la composición es inusualmente tradicional. Quizás porque estaba tratando un evento religioso tan solemne, adoptó un esquema bien conocido, utilizado previamente por el pintor anónimo conocido como el monograma de Brunswick y el contemporáneo de Bruegel en Amberes, Pieter Aertsen. La insignificancia de Cristo entre las multitudes es un algo común en la pintura manierista (se repite en la predicación de Juan el Bautista, así como en La conversión de Pablo ), al igual que la colocación artificial de María y sus compañeras en un primer plano entre rocas, que está distanciado deliberadamente de los dramáticos acontecimientos que tienen lugar detrás de ellos.

### Detalles

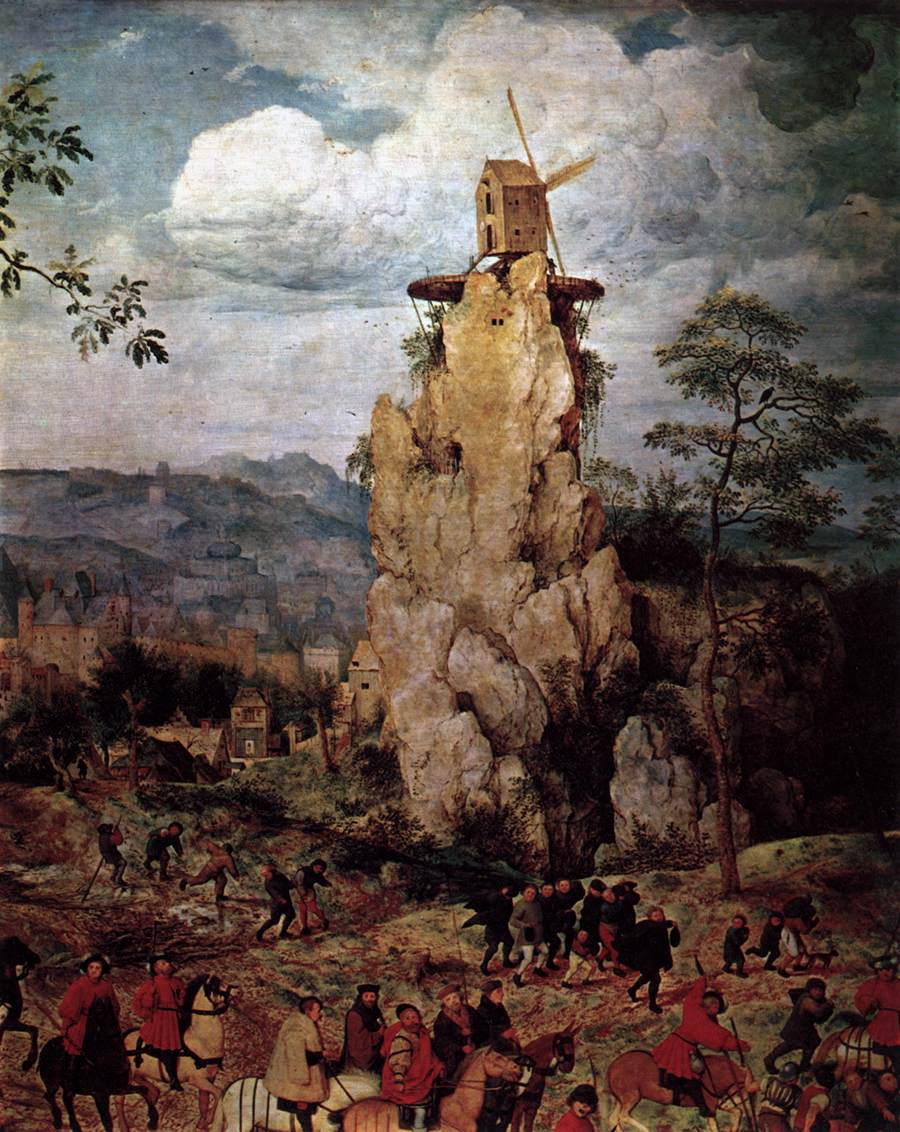
Detalle 1 desde arriba a la izquierda

El tratamiento de Bruegel de los paisajes evoluciona a lo largo de su carrera desde las vistas panorámicas y los extensos paisajes de la serie de paisajes grandes hasta el notable naturalismo de los meses. Los afloramientos de roca imposiblemente escarpados como el de la izquierda del cuadro caracterizan la tradición paisajística de la escuela de Amberes fundada por Joachim Patinir. Los seguidores de Patinir, en particular Herri met de Bles, Matthys Cock y Cornelis Matsys, habían convertido su estilo en una fórmula popular pero anticuada. La secuencia de los dibujos del paisaje de Bruegel y del paisaje en sus pinturas muestra el abandono gradual de esta fórmula. En este caso, sin embargo, su deseo de transmitir el terreno rocoso y desconocido de Tierra Santa hace que recurra a las características del paisaje ya preconcebidas de la escuela de Amberes .  

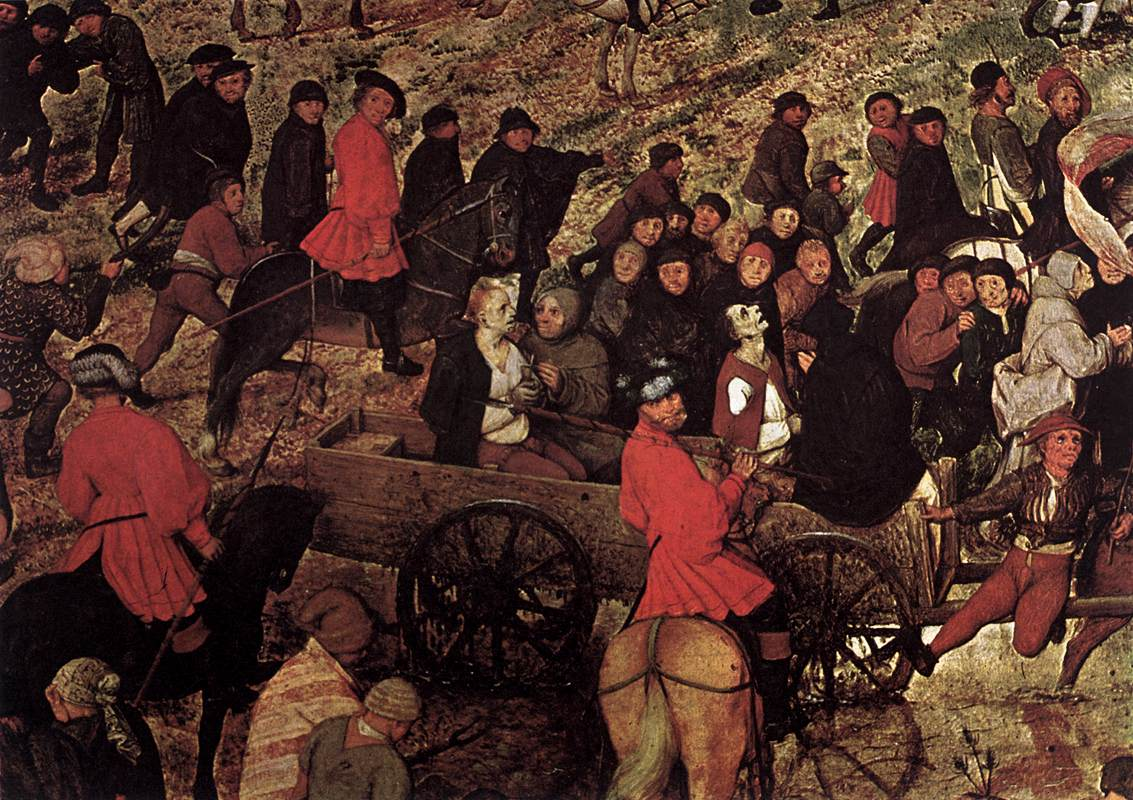
Detalle 2 desde el centro a la derecha

En un detalle como este de la derecha, la pintura de Bruegel posee una viveza que parece provenir de su observación de la vida contemporánea.  Las ejecuciones públicas fueron una característica familiar de la vida del siglo XVI, especialmente en Flandes. Aquí Bruegel muestra a los dos ladrones que iban a colgar a ambos lados de Cristo siendo acorralados en el lugar de la ejecución. De manera anacrónica, ambos crucificados hacen sus confesiones finales a los sacerdotes encapuchados que se encuentran a su lado. Los ladrones, sus confesores y los espeluznantes espectadores que rodean el carro están todos vestidos de manera contemporánea. En los días de Bruegel, las ejecuciones públicas eran ocasiones muy concurridas que tenían el aire de festivales o carnavales. Aquí Bruegel muestra la indiferencia absoluta de las multitudes boquiabiertas por el miedo y la miseria de los condenados. (En otra parte de la imagen muestra a los rateros y los vendedores ambulantes que se aprovechan de las multitudes en tales eventos. ) Es de destacar que Bruegel no hace distinción entre los dos ladrones, uno de los cuales Cristo bendijo después 

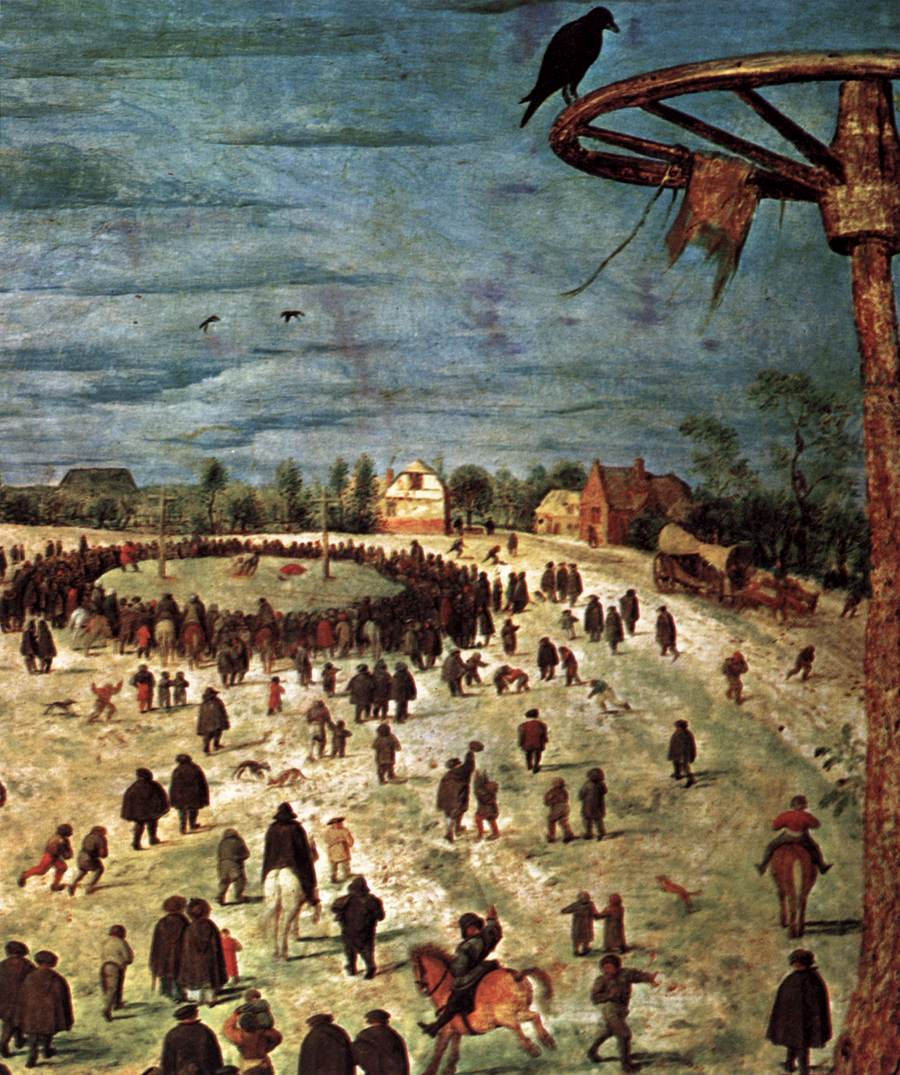
Detalle 3 desde el margen derecho

En el monte del Gólgota (literalmente, 'lugar de calaveras') se han erigido las dos cruces que soportarán los cuerpos de los ladrones y se está cavando un agujero para la cruz que llevará el cuerpo de Cristo, como se puede ver en el detalle a la izquierda. Los espectadores a pie y a caballo acuden en masa a este lugar espantoso a través de un paisaje salpicado de horcas en las que aún cuelgan cadáveres y ruedas en las que todavía se ven fragmentos de tela y restos de cuerpos rotos que los cuervos no comen. 

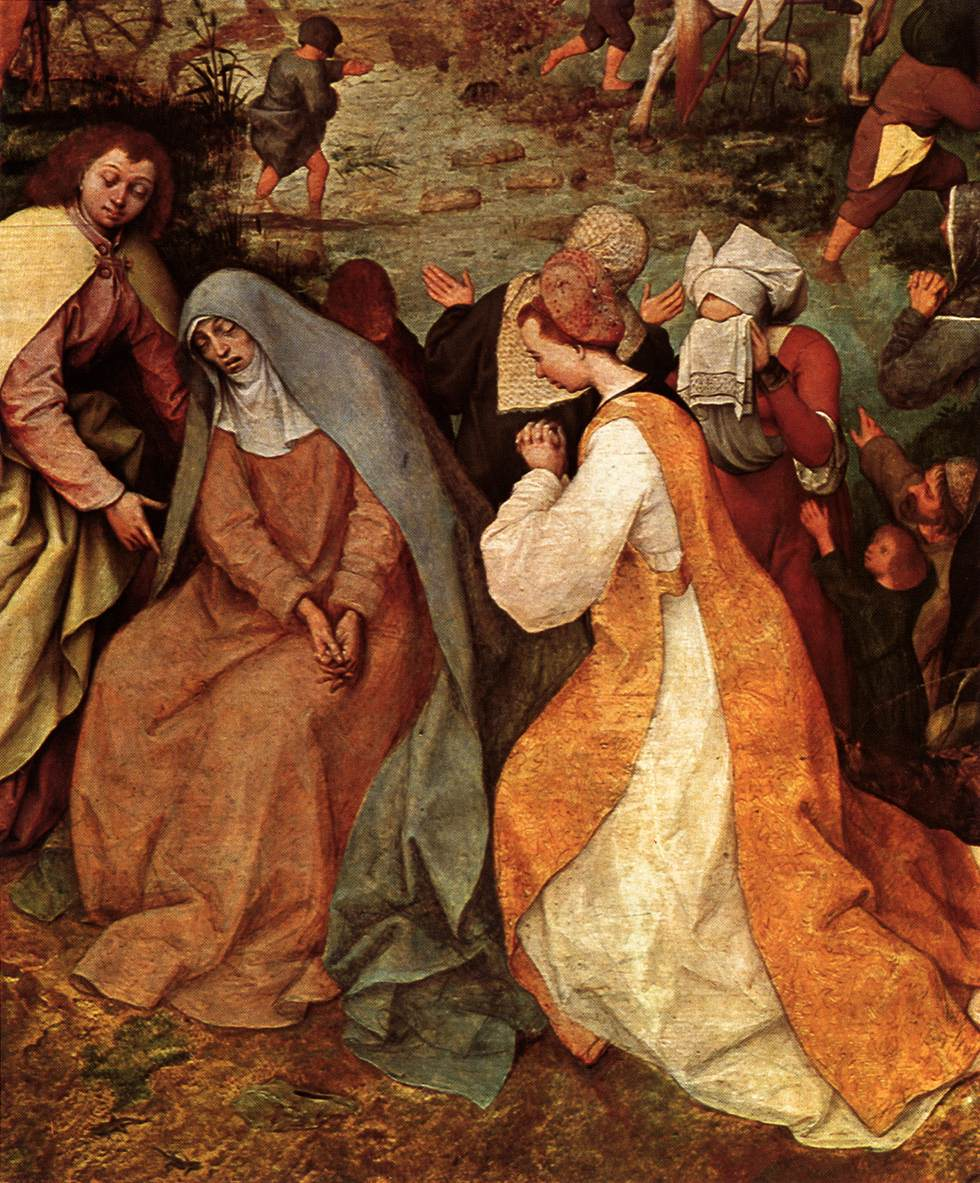
Detalle 4 de abajo a la derecha

Con la excepción de Cristo mismo, las figuras en la procesión visten ropa contemporánea, y no puede haber dudas de que Bruegel quiso que su representación de la escena tuviera una referencia particular a su propia época. Las figuras sagradas, la Virgen desmayada asistida por San Juan y las otras dos Marías (solo una de las cuales se muestra aquí en detalle), se separan de la historia principal al ser colocadas en una pequeña meseta rocosa. Representan su propio drama, aparentemente independiente, en gran parte inadvertido por las figuras que están detrás de ellos. Más grandes que las figuras del fondo y aisladas de ellas, están la Virgen y sus compañeras.

## Tratamiento de la película
Michael Francis Gibson escribió un libro histórico artístico titulado El molino y la cruz, que sirvió de base para la película de 2011 El molino y la cruz , dirigida por Lech Majewski . La película establece en su contexto histórico en Flandes del siglo XVI a los personajes de la pintura y las circunstancias de la creación de la pintura. La película está protagonizada por Rutger Hauer como Bruegel y Michael York como su mecenas Niclaes Jonghelinck . 

## Galería de detalles

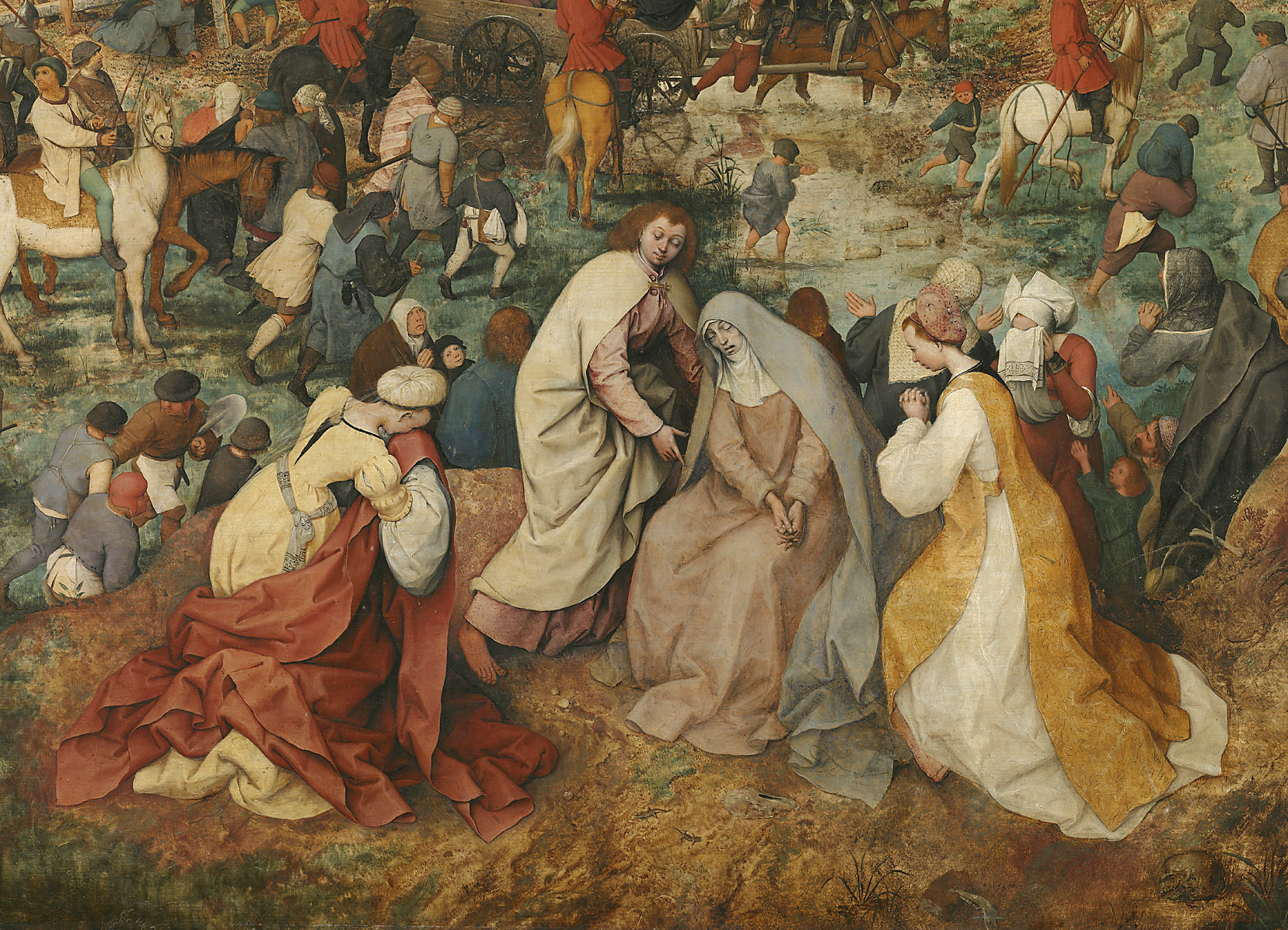
Las tres Marías y san Juan
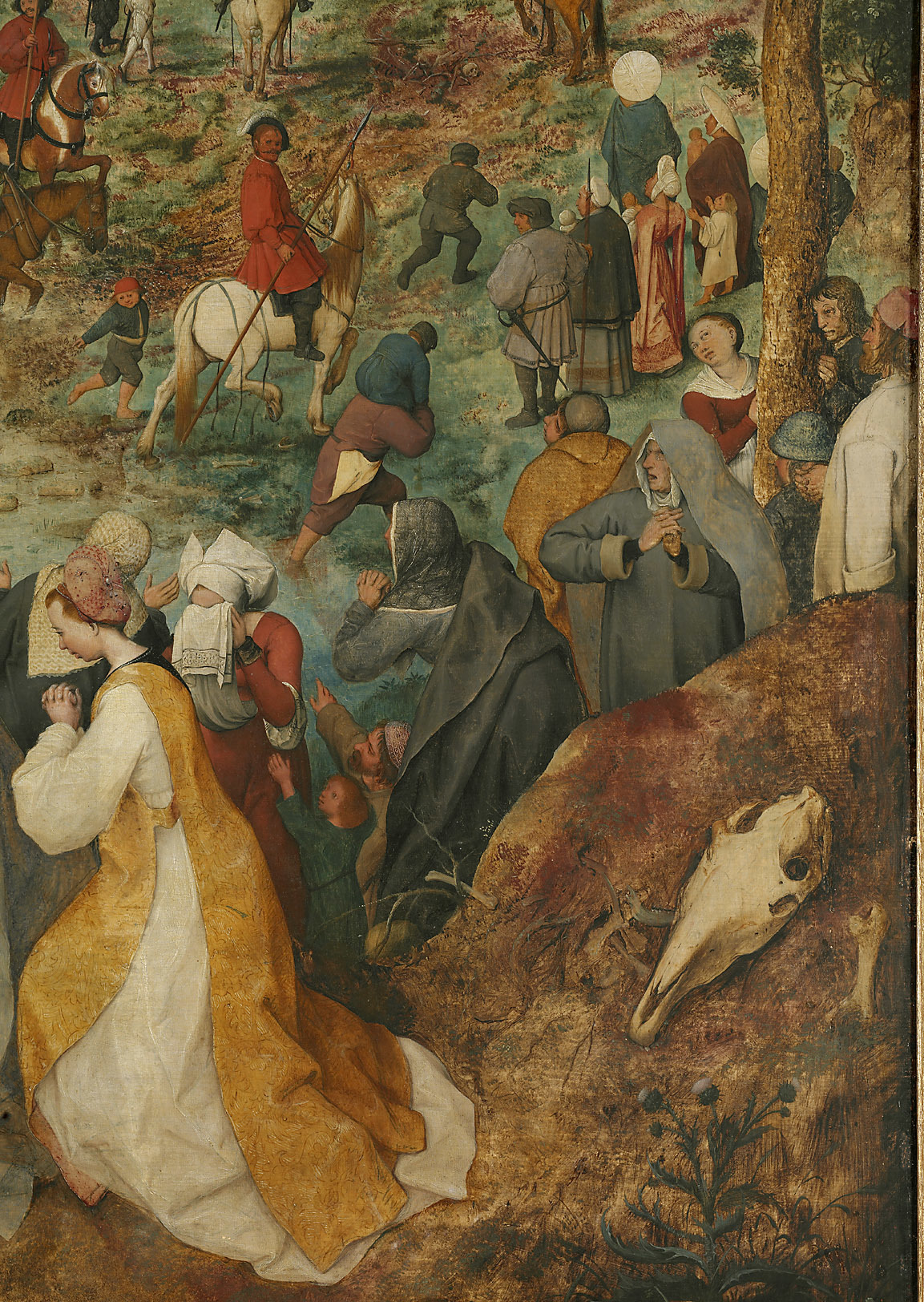
Cráneo y personas
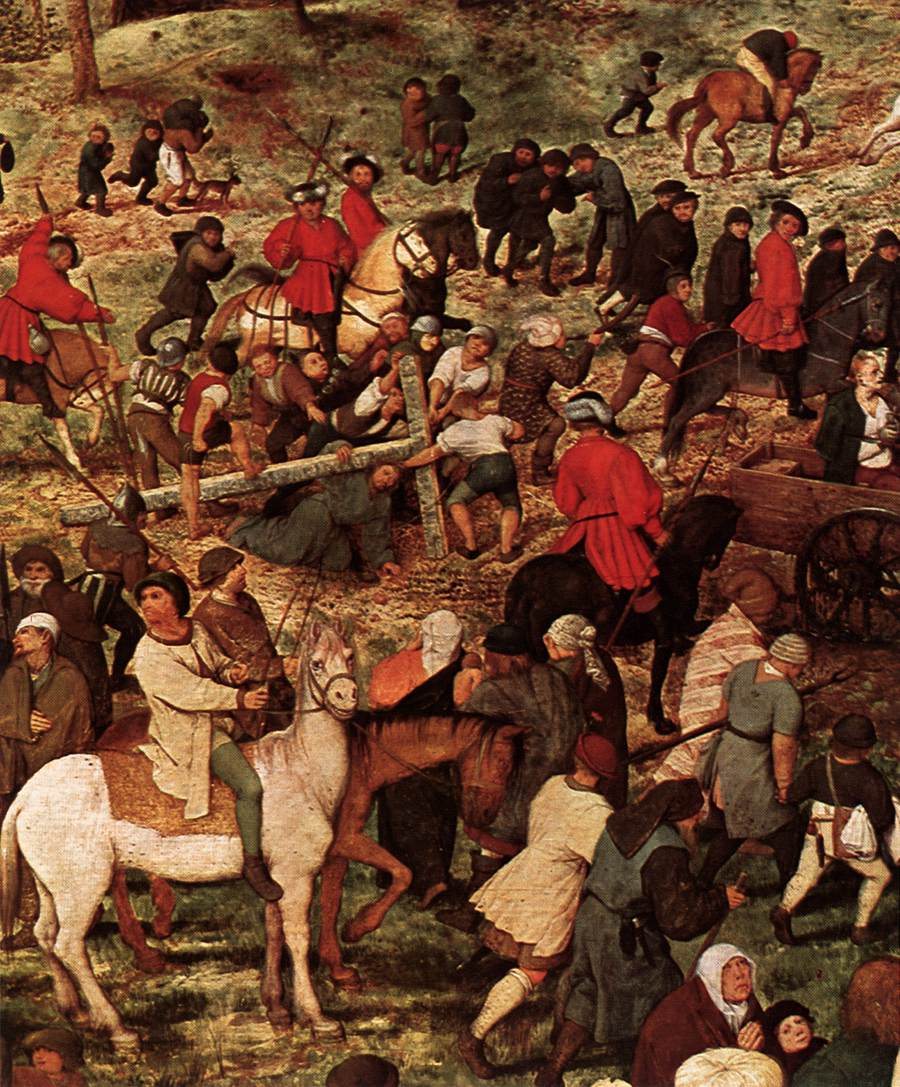
Cristo cae al cargar la cruz
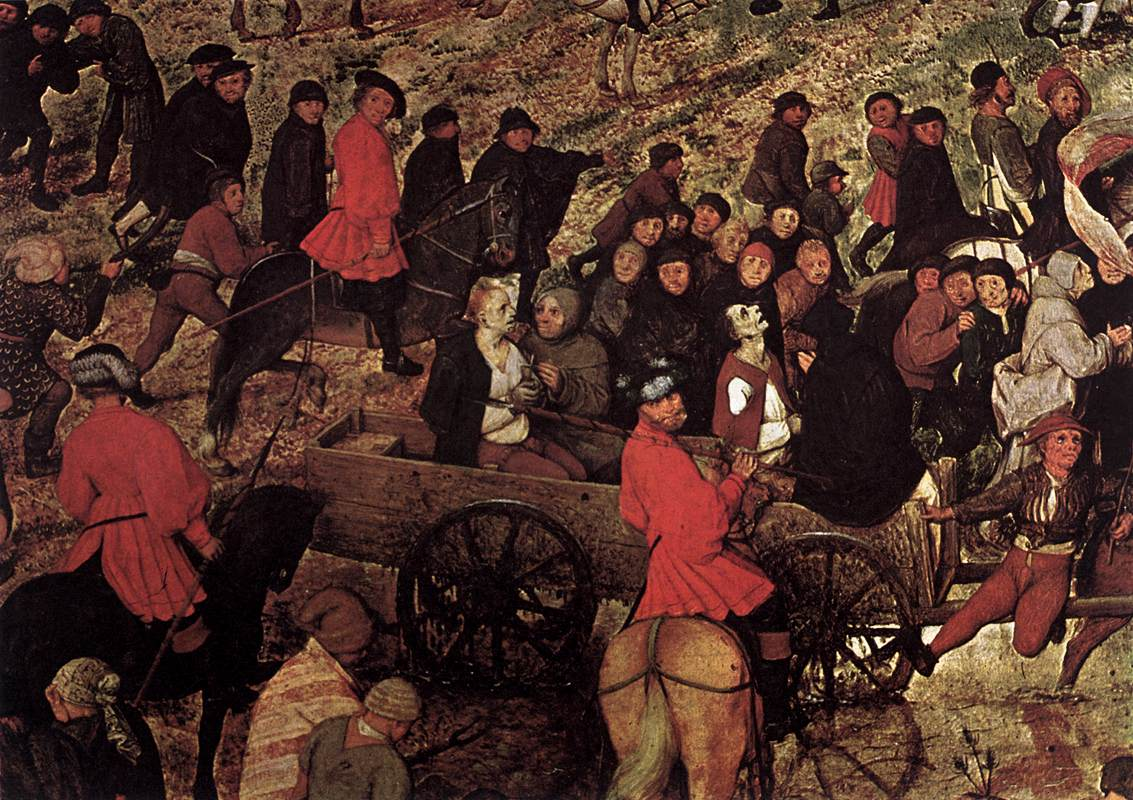
Carro con los dos ladrones
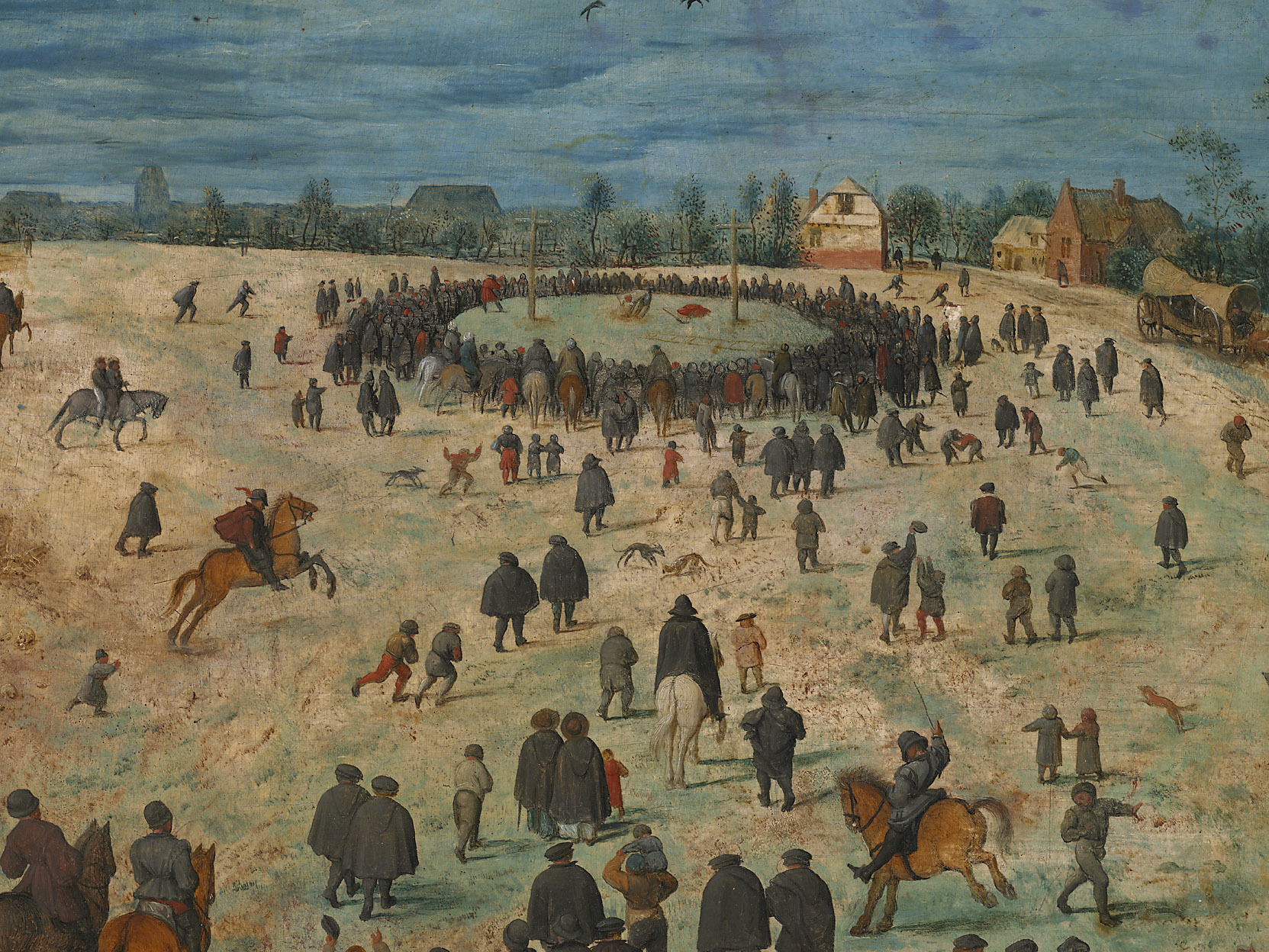
Gólgota
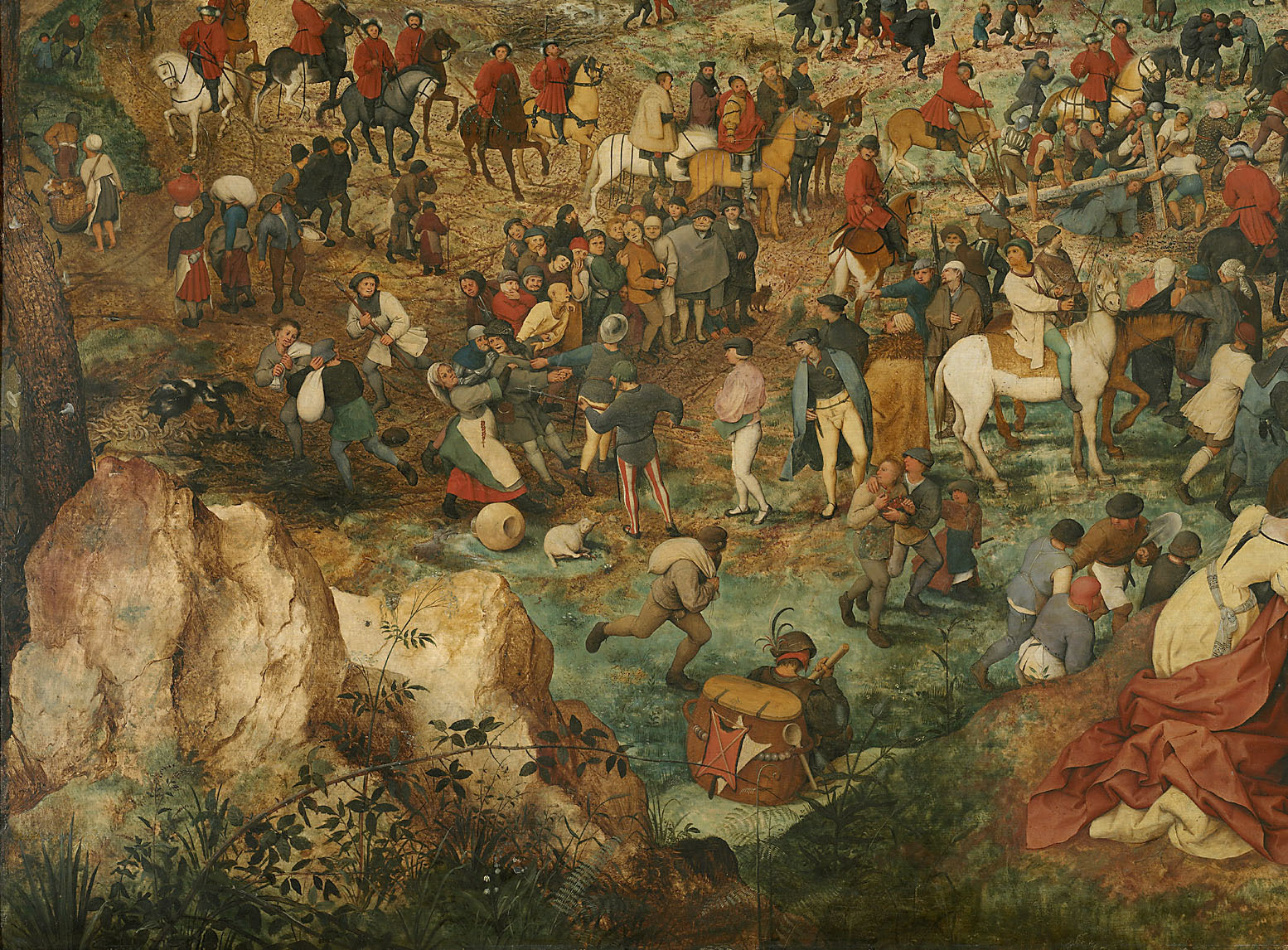
Simón el Cirineo
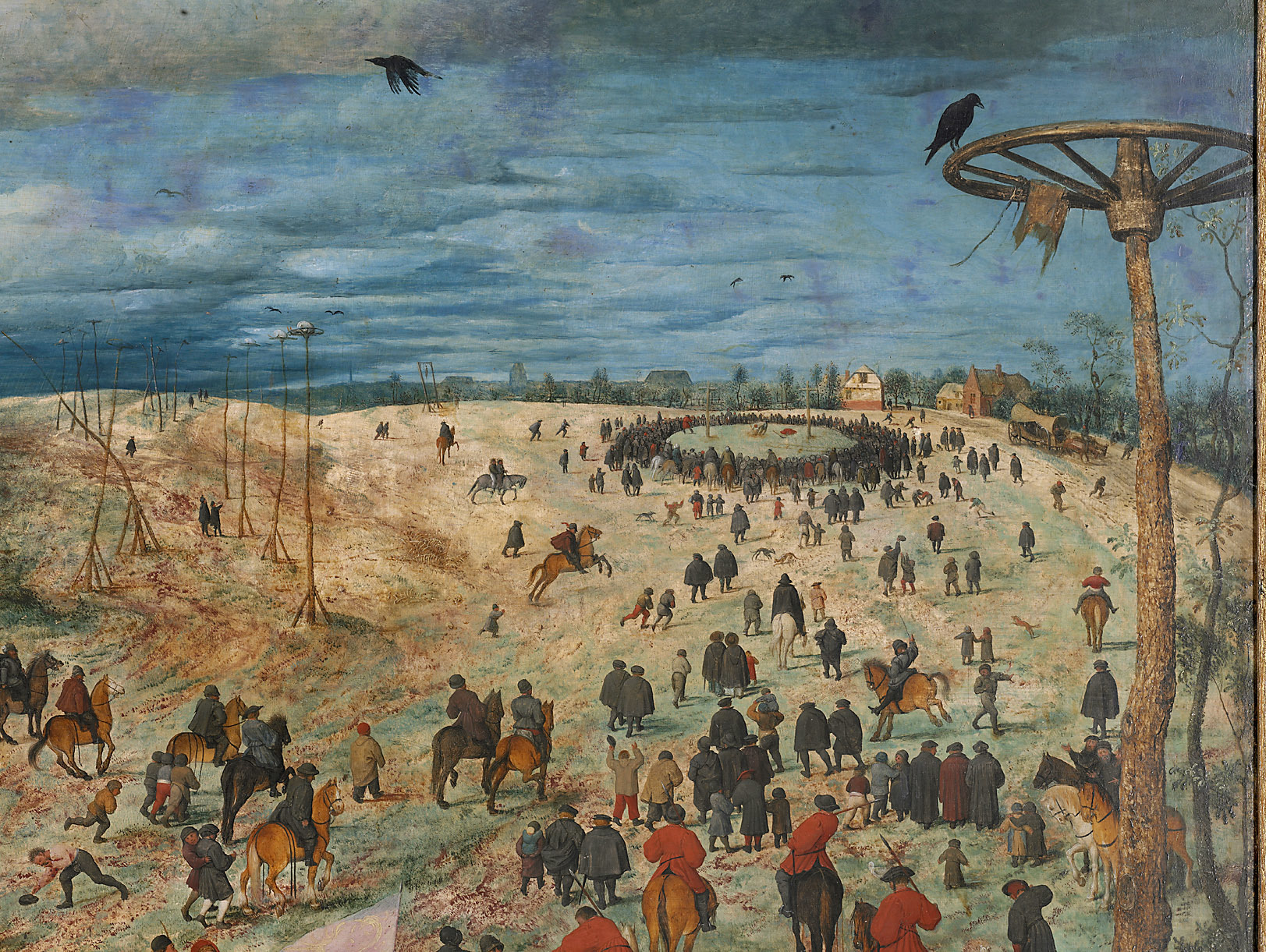
Poste y cuervos
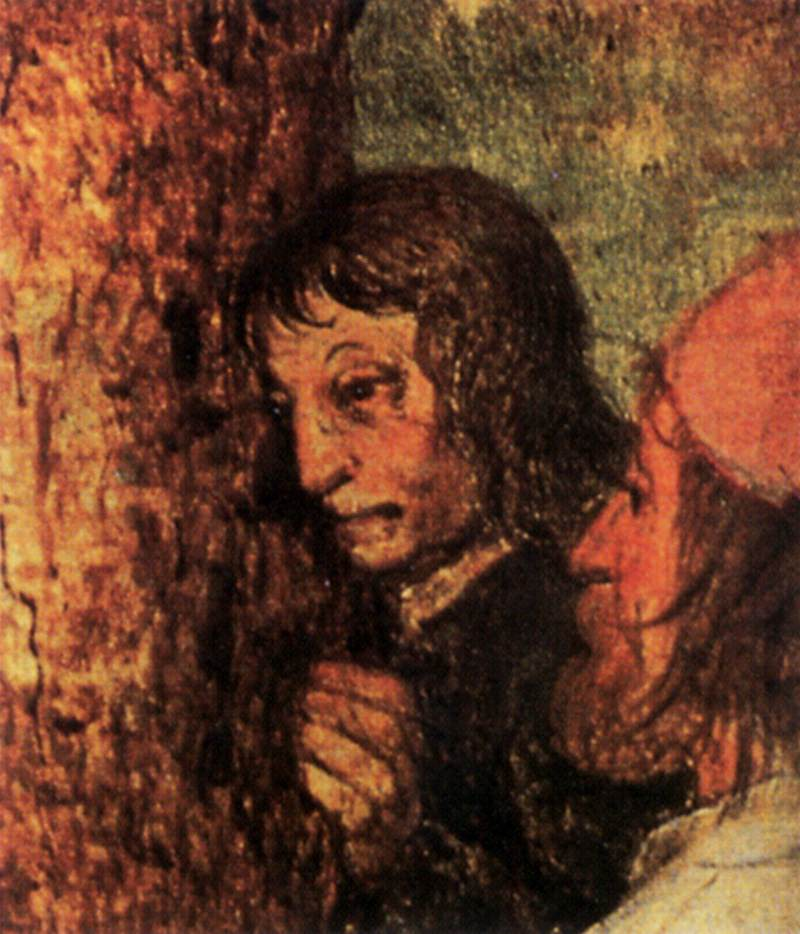
Dos figuras en la base del poste
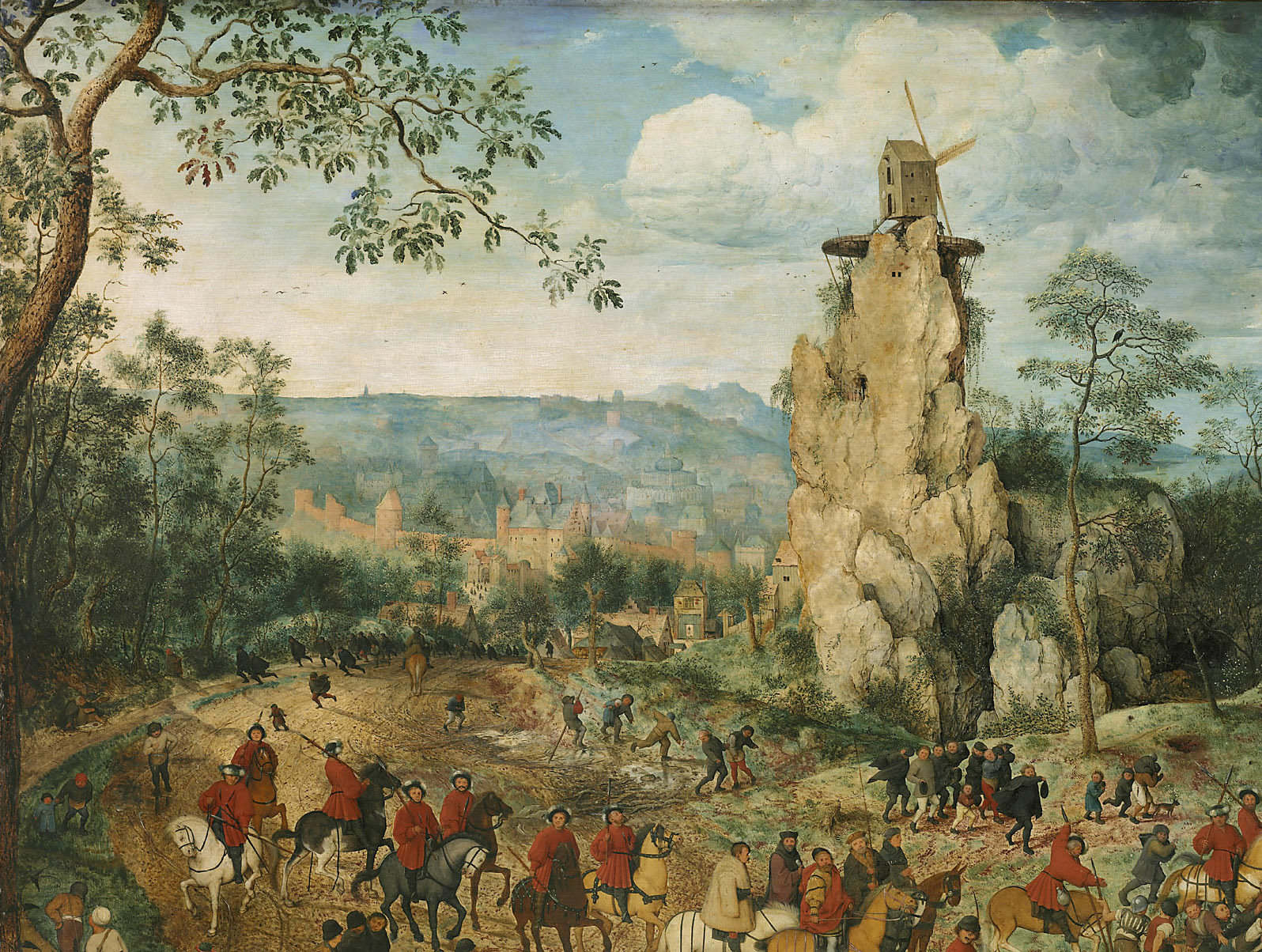
El paisaje